# NGC 1931
NGC 1931 è una nebulosa a emissione situata nella costellazione dell'Auriga distante circa 7.000 anni luce.

## Osservazione
La sua posizione moderatamente boreale fa sì che questa nebulosa sia meglio osservabile dall'emisfero nord, in cui si mostra alta nel cielo nella fascia temperata; dall'Emisfero Australe la sua osservazione risulta invece più penalizzata, specialmente al di fuori della sua fascia tropicale.
Possedendo una magnitudine apparente pari a +10,1, non è osservabile né occhio nudo né con un binocolo; per poterla scorgere occorre almeno un piccolo telescopio amatoriale.
Il periodo migliore per la sua osservazione nel cielo serale ricade nei mesi compresi fra fine ottobre e aprile; da entrambi gli emisferi il periodo di visibilità rimane indicativamente lo stesso, grazie alla posizione della nebulosa non lontana dall'equatore celeste.

## Caratteristiche
È talvolta definita anche come la Nebulosa di Orione in miniatura, in quanto condivide con essa alcune caratteristiche. Si tratta di un misto fra una nebulosa a emissione e una nebulosa a riflessione, e contiene nel suo centro anche un ammasso aperto, una versione in piccolo dell'Ammasso del Trapezio. Le dimensioni della nebulosa, considerando anche l'ammasso, misurano circa 3 minuti d'arco. Alla nube è inoltre associata la sorgente di radiazione infrarossa IRAS 05281+3412, che comprende un maser con emissioni H2O.